# 丸屋甚八
丸屋 甚八（まるや じんぱち）は、江戸時代から明治時代にかけての地本問屋、団扇問屋。

## 来歴
円寿堂、丸甚と号す。宝暦から明治にかけて通油町、後に文化ころ芝三島町武兵衛店、また大伝馬2丁目東横町、芝神明前で営業している。地本草紙問屋元組（古組）の一軒で団扇問屋も兼ねた江戸時代の中後期を代表する大版元であった。鳥居清満の紅摺絵に始まり、鈴木春信、勝川春章、喜多川歌麿、歌川豊国、胡蝶園春升、歌川広重、歌川国貞、歌川貞秀、歌川芳員、菊川英山、渓斎英泉、月岡芳年、木藤年延らの絵本、錦絵、団扇絵などを出版している。また、文化文政期には山東京伝、山東京山の作品も多数刊行している。
嘉永6年（1853年）10月に養子忠助が相続する。河原崎座芝居番付の版元であった。

## 作品
- 鳥居清満 『瀬川菊之丞の化粧坂の少将』 細判 紅摺絵 宝暦13年
- 鈴木春信 『絵本青楼美人合』 絵本 合版 明和7年（1770年） 遠藤松五郎彫
- 鈴木春信 『見立三夕』 横大判 錦絵 明和後期
- 勝川春章 『二世嵐三五郎の頼朝と二世瀬川菊之丞の雪女と九世市村羽左衛門の梶原』 細判3枚続 錦絵 明和7年
- 喜多川歌麿 『油屋お染が相』 大判 シリーズの内 寛政末ころ
- 喜多川歌麿 『当時遊君生写』 大判 錦絵揃物 寛政末期
- 歌川豊国 『役者十二つき』 大判3枚続 錦絵揃物 文化6年
- 歌川豊国 『初夢』 大判3枚続 享和
- 胡蝶園春升 『赤羽根の風景』 大判3枚続 天保弘化
- 歌川広重 『名所雪月花』 横大判 錦絵3枚揃物 弘化
- 歌川広重 『花鳥画』
- 歌川広重『隅田川雪中図』
- 歌川広重『江戸名所三ツの眺』 横大判3枚揃二組 天保末ころ
- 歌川広重『相州鎌倉七里のはま』 団扇絵 安政
- 歌川広重『仁木弾正と荒獅子男之介の見立猿廻し』 団扇絵 ボストン美術館所蔵
- 歌川広重『三保松原図』 団扇絵 アムステルダム国立美術館所蔵
- 歌川国貞 『名筆浮世絵かかみ』
- 菊川英山 『風流発句五節句』
- 渓斎英泉 『江戸名所仇競』
- 歌川芳員 『異人屋敷料理之図』 大判3枚続 万延1年（1860年）
- 歌川貞秀 『再改横浜風景』 大判6枚続 文久1年（1861年）
- 月岡芳年・木藤年延 『高縄鉄道之図』 大判3枚続 明治4年（1871年）